# Chinahandel
Chinahandel bezeichnet in der Geschichtswissenschaft die Handelsbeziehungen zwischen dem Kaiserreich China und Europa speziell in der Frühen Neuzeit. Der Handel mit China verlief lange Zeit nur indirekt und war in den Indienhandel eingebettet, bevor seit dem 16./17. Jahrhundert direkte Handelskontakte etabliert wurden.

## Geschichte

### Antike
Es existierten seit der Antike indirekte Handelsbeziehungen zwischen China und der Mittelmeerwelt, wobei die wichtigsten Landrouten seit dem späten 19. Jahrhundert als Seidenstraße bezeichnet werden. Die Hauptroute führte in China von Xi’an über Lanzhou weiter nach Westen, teilte sich dann in eine nördliche (nördlich der Taklamakan über Turfan) und eine südliche Route (über Dunhuang und Yarkand), die sich wieder in Kaschgar trafen. Es ging weiter über Marakanda durch das nördliche Persien, dann über Mesopotamien und Syrien ans Mittelmeer nach Antiochia am Orontes. Abzweigungen der Seidenstraße führten auch nach Indien und bildeten mit den Routen weiter nach Westen ein weitgespanntes Handelsnetzwerk. Aus China wurden vor allem Luxuswaren wie Seide exportiert. Plinius der Ältere beziffert die jährlichen Ausgaben für Waren aus Indien, China und Arabien auf 100 Millionen Sesterzen.
Ebenso wie die maritimen Handelsrouten (zwischen China und Indien auf der einen und zwischen der Mittelmeerwelt und Indien auf der anderen Seite) wurde der Handel über Zwischenhändler abgewickelt; in der Spätantike waren das nicht zuletzt Perser.

### Mittelalter
Im Mittelalter wurde der Chinahandel nach Westen von muslimischen, vor allem arabischen Zwischenhändlern kontrolliert. In dieser Zeit war infolge der arabischen Eroberungen der Handel für christliche Händler mit Indien nicht möglich. Waren aus China gelangten nur indirekt über arabische Zwischenhändler nach Europa.

### Frühe Neuzeit von 1500 bis 1700
Um diese Zwischenhändler auszuschalten, waren die Europäer an der Wende vom 15. zum 16. Jahrhundert bestrebt, den Seeweg nach Indien um Afrika herum zu entdecken. Die Reise nach Indien gelang zuerst dem Portugiesen Vasco da Gama im Jahr 1498. In der Folgezeit legten die Portugiesen Stützpunkte an der afrikanischen Küste und im Indischen Ozean an. Daraus entstand letztlich ein portugiesisches Überseereich, der Estado da India mit dem Hauptsitz in Goa. Die Öffnung des asiatischen Seeraums durch die Portugiesen legte die Grundlage für die anschließende europäische Expansion im asiatischen Raum. Die Portugiesen erhielten ab dem 17. Jahrhundert allerdings ernsthafte Konkurrenz; die Niederländer und Engländer sollten mit ihren Handelskompanien (Ostindien-Kompanien) die Portugiesen im Indienhandel schließlich sogar überflügeln.
Die Portugiesen eroberten 1511 Malakka und kontrollierten damit den westlichen Seeweg zu den Gewürzinseln (Molukken). Indirekt öffnete sich nun für sie auch das Tor in das Kaiserreich China. Eine erste portugiesische Gesandtschaft zum chinesischen Kaiser Zhengde unter Führung von Tomé Pires im Jahr 1517 scheiterte zwar katastrophal, es gelang den Portugiesen später aber doch noch, diplomatische Beziehungen aufzubauen. Sie fungierten so im späten 16./frühen 17. Jahrhundert als wichtige Zwischenhändler im Rahmen des Chinahandels. 1557 gründeten die Portugiesen in Macau eine Niederlassung, die 1582 offiziell von den Chinesen genehmigt wurde. Für die kaiserliche Regierung stellte die (geringe) portugiesische Präsenz im chinesischen Einflussraum offenbar keine Gefährdung ihrer Interessen dar, so dass diese begrenzte Handelsöffnung von der diesbezüglich stets misstrauischen kaiserlichen Verwaltung gestattet wurde.

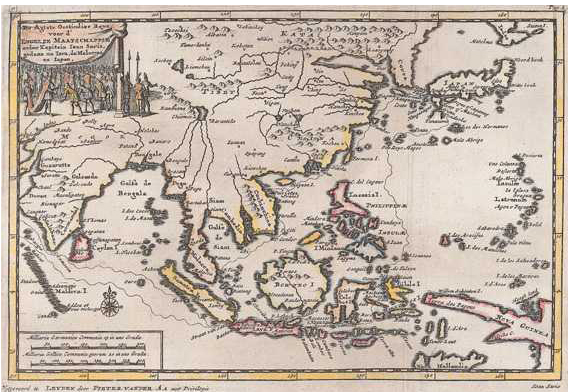
Historische Karte Südostasiens von 1713

China war seit dem 17. Jahrhundert fest eingebunden in den wechselseitigen transkontinentalen Handelsverkehr. Das wichtigste chinesische Exportgut war zunächst weiterhin Seide, später aber auch Chinesisches Auftragsporzellan und ab dem 18. Jahrhundert vor allem Tee, importiert wurden unter anderem Gewürze aus dem ostindischen Raum. Wie schon im Rahmen des Indienhandels, erwuchs den Portugiesen im Laufe der Zeit auch im Chinahandel ernsthafte Konkurrenz. Die Niederländische Ostindien-Kompanie unterhielt zwar nie gute Beziehungen zum chinesischen Kaiserhof und ihr wurde auch keine Niederlassung auf dem Festland gestattet, aber über illegale Handelsgeschäfte und Zwischenhändler war die Kompanie sehr aktiv. Um 1640 kontrollierte sie sogar weitgehend den Japanhandel, in den auch China eingebunden war. Aufgrund der verstärkten Nachfrage von Tee in Europa im 18. Jahrhundert, intensivierten sich die direkten Handelsbeziehungen zwischen China und Europa. In diesem Zusammenhang war die Britische Ostindien-Kompanie die schärfste Konkurrentin der Niederländer, ebenso wie sie auf dem indischen Markt nun vor allem im Bereich Textilwaren konkurrierten.

### Neuzeit von 1700 bis 1900
Der gesamte Handel mit chinesischen Tee wurde über den Hafen von Kanton abgewickelt, andere Häfen blieben den Europäern von 1760 bis 1842 verschlossen (sogenanntes „Kanton-System“). Die Britische Ostindien-Kompanie exportierte seit dem frühen 18. Jahrhundert regelmäßig Tee aus Kanton nach Europa, wobei Tee um 1750 rund ein Viertel der Gesamtexporte ausmachte. Die damit verbundenen Gewinne führten dazu, dass die Briten die Niederländer schließlich übertrumpften. In Indien konnten sich die Briten nach ihrem Sieg im Siebenjährigen Krieg (1756 bis 1763) sogar als quasi-koloniale Führungsmacht gegenüber Frankreich und den formal noch regierenden Mogulkaisern durchsetzen.
Eine wichtige Rolle in dem globalen Handelssystem der Frühen Neuzeit spielte das Silbergeld aus Spanisch-Amerika (Vizekönigreich Neuspanien und Vizekönigreich Peru), womit die Europäer bis weit ins 18. Jahrhundert hinein bezahlten und das somit in die frühneuzeitliche Weltwirtschaft einfloss. In China herrschte ein chronischer Silbermangel, wohingegen Gold (im Gegensatz zu Europa) in der Relation weniger wertvoll war. Durch die Zunahme des Warenverkehrs mit Europa stieg die Geldmenge an und führte zu steigenden Staatseinnahmen. Allerdings traf jede Störung der Silberzirkulation die chinesische Wirtschaft hart, zumal die Chinesen staatlicherseits auf Silberzahlung bestanden. Die Briten finanzierten mit den in Indien gewonnenen Ressourcen den Teehandel. Die Kompanie wiederum verschiffte Tee und in Indien gewonnene Rohbaumwolle nach England. So entstand ein komplexes, sich wechselseitig beeinflussendes Wirtschaftssystem. 
Die chinesisch-britischen Beziehungen waren nicht frei von Spannungen. 1793 war es der aufwendig organisierten Macartney-Mission nicht gelungen, günstige Beziehungen zur seit 1644 in China herrschenden Qing-Dynastie aufzubauen. Der Handel mit China ergab aufgrund chinesischer Handelsrestriktionen beziehungsweise der eingeschränkten Absatzmöglichkeiten für britische Produkte auf dem chinesischen Markt sogar eine negative Handelsbilanz zuungunsten der Engländer. Dies war der zentrale Grund für den seit der zweiten Hälfte des 18. Jahrhunderts erfolgten Schmuggel von Opium, auf das die Britische Kompanie ein Monopol besaß, nach China. Bezahlt wurde das Opium in China mit Silber, das die Briten wiederum für den Einkauf von Tee benutzten, da die chinesische Regierung die Ausfuhr von Tee streng kontrollierte und nur Silbergeld als Bezahlung akzeptierte. Erst um 1850 gelang der erfolgreiche Schmuggel von Tee-Saatgut aus China und der Anbau in Indien. Im 19. Jahrhundert waren auch zunehmend andere britische Firmen im Chinahandel aktiv, wie etwa Jardine, Matheson & Co.
Die chinesische Regierung versuchte immer wieder den Opiumhandel zu unterbinden, was der Auslöser für den 1. Opiumkrieg 1839 bis 1842 war und der mit einer Niederlage der Chinesen endete. Mit dem Friedensschluss von 1842 war unter anderem die Öffnung des chinesischen Markts für Opium aus Indien erzwungen worden. Des Weiteren mussten die Chinesen Hongkong an die Briten abtreten und den Handel in fünf weiteren Häfen erlauben. Damit begann die Zeit der „ungleichen Verträge“, die die Autorität der chinesischen Zentralregierung immer stärker untergrub und dem Kaiserreich immens schaden sollte.